# رملة بنت علي
رملة الكبرى بنت علي بن أبي طالب هي ابنة علي بن أبي طالب، أول الأئمة الاثني عشر عند الشيعة، ورابع الخلفاء الراشدين عند أهل السنة والجماعة. وأمها أم سعيد بنت عروة الثقفية.
تزوجت رملة من أبو الهياج عبد الله بن أبي سفيان بن الحارث، وجاء في كتاب «نسب قريش»: «وكانت رملة بنت علي عند أبي الهياج، واسمه عبد الله، بن أبي سفيان بن الحارث بن عبد المطلب، ولدت له؛ وقد انقرض ولد أبي سفيان بن الحارث؛ ثم خلف عليها معاوية بن مروان بن الحكم بن العاصي».
وذكر المازندراني وغيره أنها حضرت معركة كربلاء، وقيل بأنها تُوفيت بالمدينة المنورة.